# Шеннон Кук
Шеннон Кук (англ. Shannon Kook, нар. 9 лютого 1987, Йоганнесбург, ПАР) — канадський актор. Він відомий своїми ролями Зейна Парка в телесеріалі «Деграссі: наступне покоління», Джордана Гріна у телесеріалі «Сотня» і Тоні Свон у «Річері», як а також його роль Дрю Томаса у франшизі фільмах жахів «Всесвіті Закляття».

## Біографія
Кук народився в Йоганнесбурзі, Південно-Африканська Республіка, в сім'ї маврикійського батька китайського походження та південноафриканської матері походження Кейп Колор. Потім він переїхав до Монреаля, щоб відвідати Національну театральну школу Канади.

## Кар'єра
Перша роль Кука на екрані була в канадському телесеріалі «Бути Ерікою» у 2009 році. Широку популярність він здобув завдяки ролі Зейна Парка у серіалі «Деграссі: Наступне покоління» у 2010 році.
У 2014 році Кук, Александр Лендрі, Софі Демаре та Джулія Сара Стоун були обрані для участі в ініціативі Міжнародного кінофестивалю в Торонто «Висхідні зірки» — щорічній нагороді, яка привертає увагу чотирьох майбутніх канадських акторів до розробників талантів і режисерів на фестивалі.
З 2015–2016 рік Кук знімався в популярному веб-серіалі «Кармілла». У 2017 році він був показаний у веб-серіалі «Біг з Вайолет». Того ж року він з'явився в серіалі «Сутінкові мисливці» в ролі Дункана.
У січні 2018 року було оголошено, що Кука взяли на роль таємничої нової запрошеної зірки, Лукаса, у п’ятому сезоні серіалу «Сотня». Шоураннер серіалу Джейсон Ротенберг виявив, що це червоний оселедець. Роль Кука пізніше була розкрита він зіграв Джордана Гріна, син Монті Гріна та Харпер Макінтайр. Спочатку Кук пробувався на роль Фінна Коллінза та Монті Гріна. Кук повернувся як регулярний актор у шостому та сьомому сезонах.
У 2023 році Кук отримав роль Тоні Свона у другому сезоні кримінального бойовика Amazon Prime «Річер».

## Особисте життя
Кук проживає у Ванкувері, Британська Колумбія, Канада.

## Фільмографія
| Рік       |    | Українська назва                    | Оригінальна назва                      | Роль           |
| --------- | -- | ----------------------------------- | -------------------------------------- | -------------- |
| 2009      | с  | Бути Ерікою                         | Being Erica                            | Кендрік Квон   |
| 2009      | с  | Межа                                | The Border                             | Юань Доа       |
| 2009      | с  | Розбий або спали                    | Cra$h & Burn                           | Бенні          |
| 2010      | ф  | Верона                              | Verona                                 | Ксан           |
| 2010      | с  | Округ Дарем                         | Durham County                          | Девід Чо       |
| 2010      | с  | Аарон Стоун                         | Aaron Stone                            | Образ          |
| 2010—2011 | с  | Деграссі: наступне покоління        | Degrassi: The Next Generation          | Зейн Парк      |
| 2010—2011 | с  | Бакстер                             | Baxter                                 | Девен Філіпс   |
| 2011      | с  | Копи-новобранці                     | Rookie Blue                            | Піт Сун        |
| 2012      | с  | XIII                                | XIII: The Series                       | Віктор Гонг    |
| 2012      | ф  | Реквієм за романсом                 | Requiem for Romance                    | Юн             |
| 2012      | ф  | Сезон полювання                     | Hunting Season                         | Джейсон        |
| 2013      | тф | Канікули                            | Holidays                               | Карл Йоханссон |
| 2013      | ф  | Закляття                            | The Conjuring                          | Дрю Томас      |
| 2013      | ф  | Імперія бруду                       | Empire of Dirt                         | Енджел         |
| 2014      | ф  | Надійні                             | The Dependables                        | Вік Скінер     |
| 2014      | ф  | Брудні одинаки                      | Dirty Singles                          | Йєн            |
| 2015—2016 | с  | Кармілла                            | Carmilla                               | Тео Страка     |
| 2015      | ф  | Темні таємниці                      | Dark Places                            | Трей Тепано    |
| 2015      | ф  | Різдвяна історія жахів              | A Christmas Horror Story               | Ділан          |
| 2016      | с  | Приватні детективи                  | Private Eyes                           | Джей Лі        |
| 2016      | с  | 19-2                                | 19-2                                   | Коа            |
| 2016      | ф  | Закляття 2: Енфілдська справа       | The Conjuring                          | Дрю Томас      |
| 2016      | с  | Красуня і чудовисько                | Beauty and the Beast                   | Джамал         |
| 2017      | с  | Корпорація                          | Incorporated                           | Тобіас         |
| 2017      | с  | Торнвуд Хайтс                       | Thornwood Heights                      | Джеймі Чен     |
| 2017      | ф  | Людоїд                              | Man Eater                              | Спенсер        |
| 2017      | кф | Вибачте за вашу втрату              | Sorry for Your Loss                    | Тайлер         |
| 2017      | с  | Біг з Вайолет                       | Running With Violet                    | Стюарт         |
| 2017      | с  | Сутінкові мисливці                  | Shadowhunters                          | Дункан         |
| 2018—2020 | с  | Сотня                               | The 100                                | Джордан Грін   |
| 2019      | ф  | Голіаф                              | Goliath                                | Ділан          |
| 2019      | с  | Імпульс                             | Impulse                                | Веслі Кідо     |
| 2020      | с  | Прокинувся                          | Woke                                   | Зіггі          |
| 2020      | с  | Захід сонця                         | Rising Suns                            | Офіцер Чен     |
| 2021      | с  | Ненсі Дрю                           | Nancy Drew                             | Грант          |
| 2021      | ф  | Закляття 3: За велінням диявола     | The Conjuring: The Devil Made Me Do It | Дрю Томас      |
| 2021      | с  | Таємне товариство містера Бенедикта | The Mysterious Benedict Society        | Містер Ошіро   |
| 2022      | тф | Різдво великої родини               | A Big Fat Family Christmas             | Генрі          |
| 2023      | ф  | Король вбивць                       | King of Killers                        | Рен Хіро       |
| 2023      | с  | Річер                               | Reacher                                | Тоні Свон      |
| 2025      | ф  | Закляття 4: Останні обряди          | The Conjuring: Last Rites              | Дрю Томас      |